# Музей Мерке
Историко-краеведческий музей Мерке был создан на общественных началах в 1983 году, а в 1984 году получил статус государственного музея.
В 1987 году музей был переведен в новое двухэтажное здание. Общая площадь музея 844 м², из которых 609 м², выдан для экспозиции а оставшиеся 28 м², переданы в фонд. Музей вместе с институтом археологии имени А.Маргулана изготовили карту древних исторических памятников Меркенского района.
В музее имеются 12 работников, а директором является Ш. Мамасерикова.
В настоящее время все экспонаты в музее распределены по 6 залам: «Археология», «Природа родного края», «Этнография», «Коллективизация и Великая Отечественна война», «Советский период», «Независимый Казахстан».

## Экспонаты
На сегодняшний день в музее имеются больше 13 тысячи экспонатов. Среди этих экспонатов немало таких, которые сохранились с древних времен и несут важнейшую роль в изучении истории человечества.
Кость древнего носорога из рода Эласмотерии
«Сибирский единорог», как прозвали огромного носорога из рода Elasmotherium sibiricum, обитал 2,588-0,3 миллионов лет тому назад на территории Евразии во времена плиоцеского и плейстоценских эр. Носороги из этого рода имели рога длиною в 1,5 метров, высоту до 2,5 метров и вес, достигающий 5 тонн. До недавних времен род «Сибирских единорогов» считалось исчезнувшим 200 тысячи лет тому назад, но недавно одной группе ученых удалось установить, что они все ещё существовали на территории Центральной Азии всего 39 тысячи лет назад, то есть они просуществовали и на территории нынешнего Казахстана.
Балбалы и камни с символами тюрков раннего средневековья.
Ещё одними из  древних экспонатов являются балбалы и памятники VII—VIII веков, найденные в пастбищах таких как Аралтобе, Сандык, Каракыстак и Шайсандык в горах Мерке. Искусство изготовления балбалов берет свое начало ещё раньше, от племен кенгир, обитавшего в 4 тысячелетии до нашей эры. Эти же найденные балбалы относятся корганам и могилам древних тюрков, найденным в 3500 метрах над уровнем моря в горах Мерке.
Казан I—III веков
Одним из экспонатов является древний казан, украшенный орнаментом и узорами. Сам казан сделан из чистой бронзы, а орнаменты и узоры, украшающие казан очень схожи с узорами в тайказане, который находится в священном мавзолее Ходжи Ахмеда Ясави.
Оружие батыра Жаугаш Кырбасулы и шлемы воинов средневековья.
Ещё одними не менее важными экспонатами музея являются седло и оружие великого Жаугаша Кырбасулы, возглавлявшего освободительного движения против калмыкских захватчиков в 1755 годах. 
В музее имеются множество керамических изделии из железа, бронзы и стекла найденные во время раскопок в 1936 году во главе с А. Бернштамом. 
Ещё одним из интересных находок являются полусферические шлемы, которые носили как воины Средней Азии, так и казахи со времен средневековья до XIX века. А найденные в Мерке шлемы скорее всего принадлежат воинам кыпчаков расширившие свои владения в этих краях в X—XII веках.